# 케르만 폭탄 테러
케르만 연쇄 폭발(Kerman bombings)은 2024년 1월 3일, 이란 케르만 동부에서 열린 가셈 솔레이마니 추모식 도중에 2차례의 폭탄 폭발로 테러를 당한 사건이다. 이 공격으로 최소 89명이 사망하고 284명이 부상을 입었다. 이란 정부는 이 폭탄 테러를 테러 공격으로 선언했으며, 이는 1979년 이래 이란에서 발생한 그러한 사건 중 가장 치명적인 사건이다.

## 배경
2020년 1월 3일 이란 혁명수비대 쿠드스군 사령관인 가셈 솔레이마니가 미국에 의해 이라크에서 드론으로 암살되었다. 솔레이마니는 이란 내에서 강력한 영향력을 가지고 있었으며, 이란 최고지도자 알리 하메네이의 뒤를 잇는 2인자라고 여겨졌다. 또한 혁명수비대의 해외 작전을 담당하는 쿠드스군의 사령관으로서 이란의 중동 정책이 만들어지는데 중요한 역할을 했으며, 하마스와 헤즈볼라를 비롯한 이란의 동맹국들에게 정보, 군사, 전략적 지원을 공급했다.
이후 2023년 이스라엘-하마스 전쟁이 격화되면서 중동의 긴장도가 높아지는 와중에 테러가 일어났다.  폭발 전날 하마스 정치국 부국장인 살리흐 아루리가 레바논에서 이스라엘의 드론 공격으로 암살되었으며, 전주에는 이란 장성인 사이드 라지 무사비가 시리아에서 이스라엘의 마시일 공격으로 암살되었다.

## 사건
솔레이마니 사령관의 4주기 추모식이 진행 중이었던 케르만시 순교자 묘역 부근에서 10분 간격으로 연달아 폭발이 일어났다. 첫 번째 폭발은 묘역에서 700m 떨어진 도로에서 일어났으며, 2번째 폭발은 10분쯤 뒤  추모객들이 쇼하다 거리를 따라 서쪽으로 대피하던 중 1km 떨어진 곳에서 일어났다.
초기 이란 언론사에서는 폭발물이 담긴 가방 2개가 원격 조종으로 인해 폭발했다고 보도했지만, 이후 이란 관영 IRNA는 자살 공격으로 인한 폭발로 보인다고 보도했다.
12명의 아프가니스탄 국적자와 1차 폭발로 인한 부상자 응급조치를 하던 구조대원   3명을 포함해 최소 89명이 사망했으며, 284명이 부상을 입었다. 초기 이란 당국은 사망자 수를 103명으로 집계되었으나, 이후 89명으로 수정했다.

## 책임
이슬람국가(IS)는 4일 텔레그램에 올린 성명에서 이번 테러가 자신들의 소행이라고 주장했다. IS는 이후 언론 매체 아마크를 통해 두 명의 복면을 쓴 사람들이 자살폭탄 테러를 저지른 형제라고 주장하는 사진을 공개했다. 이 회사는 이후 언론 매체 아마크를 통해 두 명의 복면을 쓴 사람들이 자살 폭탄 테러범으로 추정되는 형제라고 주장하는 사진을 공개했다. 미국 정보기관의 평가에 따르면 IS-K로 알려진 이슬람국가(IS) 아프간 지부가 이번 공격을 감행했다. 미국은 이란에 이슬람국가(IS)의 공격을 경고했으며, 미국 관리들은 이 정보가 시기적으로 적절하고 폭격을 좌절시키거나 완화시킬 수 있는 충분한 정보를 가지고 있다고 말했다.
에브라힘 라이시 이란 대통령은 이슬람국가(IS)가 이 테러가 자신이 소행임을 주장하기에 앞서 이번 공격의 배후로 이스라엘을 지목했다. 모하마드 모흐베르 부통령과 모흐센 레자에 편의주의자평의회 위원장도 이번 폭탄테러의 책임을 이스라엘에 돌렸다. 쿠드스군 사령관 에스마일 카아니는 가해자들이 "미국과 시온주의 정권에 의해 공급되었다"고 주장했다. 미국은 "이스라엘이 폭격에 가담했다는 근거가 없다"며, 미국의 개입 제안을 거절하고 이란의 주장을 "터무니없다"고 밝히며, 피해자들에 대한 동정심을 표현했다. 다니엘 하가리 이스라엘 국방군 대변인은 폭탄테러와 관련한 논평을 요청하면서 "하마스와의 전투에 초점을 맞추고 있다"고 말했다.
그러나 이슬람 국가가 자신의 소행이라고 주장했음에도 불구하고 이란 관리들은 미국과 이스라엘이 IS의 공격에 연계되어 있다고 계속해서 비난하였다. IRGC 사령관인 호세인 살라미는 1월 5일에 이 단체가 "사라졌으며" 그 구성원들은 미국과 이스라엘의 이익을 위해 "단지 용병으로 행동하고 있을 뿐"이라고 밝혔다. 당국은 이후 자살 폭탄 테러 용의자들에게 지원을 제공한 혐의로 2명을 체포했으며, 공격에 가담한 것으로 추정되는 총 35명을 체포했다.

## 같이 보기
- 시네마 렉스 화재